# Henri XIV Reuss de Greiz
Henri XIV de Reuss-Greiz (6 novembre 1749 à Greiz - 12 février 1799 à Berlin) est un ambassadeur de l'Autriche en Prusse.

## Biographie
Henri XIV est le fils cadet du prince Henri XI Reuss-Greiz et sa première épouse, la comtesse Conradine de Reuss-Kostritz.
Bien que Henri XIV porte le titre de prince, parce que son père a été créé prince impérial et tous ses descendants masculins ont droit au titre de prince, le prince titulaire de Reuss-Greiz est son frère aîné, Henri XIII de Reuss-Greiz.
En raison des excellents contacts de sa famille avec la famille impériale, Henri XIV est nommé maréchal de camp et ambassadeur d'Autriche en Prusse.
Il fréquente le salon berlinois de Sara von Grotthuss, où il rencontre sa sœur María Ana Mayer (1775/76-1812). Il se marie avec elle à Königsbrück en 1797 en secret et par un mariage morganatique. À sa mort, elle est créée par l'empereur François Ier, Dame de Eybenberg et plus est tard une amie proche de Johann Wolfgang von Goethe. Le couple n'a pas d'enfants.